# Rambo: Last Blood
Rambo: Last Blood er en amerikansk film fra 2019 og den blev instrueret af Adrian Grunberg.

## Medvirkende
- Sylvester Stallone som John Rambo
- Paz Vega som Carmen Delgado
- Yvette Monreal som Gabrielle
- Louis Mandylor som Sheriff
- Óscar Jaenada som Victor Martinez